# Осьно-Любуське (гміна)
Гміна Осьно-Любуське (пол. Gmina Ośno Lubuskie) — місько-сільська гміна у північно-західній Польщі. Належить до Слубицького повіту Любуського воєводства.
Станом на 31 грудня 2011 у гміні проживало 6529 осіб.

## Площа
Згідно з даними за 2007 рік площа гміни становила 197.97 км², у тому числі:
- орні землі: 40.00%
- ліси: 51.00%

Таким чином, площа гміни становить 19.80% площі повіту.

## Населення
Станом на 31 грудня 2011:
| Опис     | Загалом | Загалом | Чоловіки | Чоловіки | Жінки | Жінки |
| -------- | ------- | ------- | -------- | -------- | ----- | ----- |
| одиниця  | осіб    | %       | осіб     | %        | осіб  | %     |
| все      | 6529    | 100     | 3209     | 49.15    | 3320  | 50.85 |
| міське   | 3895    | 100     | 1876     | 48.16    | 2019  | 51.84 |
| сільське | 2634    | 100     | 1333     | 50.61    | 1301  | 49.39 |

## Сусідні гміни
Гміна Осьно-Любуське межує з такими гмінами: Ґужиця, Жепін, Кшешице, Слонськ, Суленцин, Тожим.